# Ehrhardt
Ehrhardt es un pueblo ubicado en el condado de Bamberg en el estado estadounidense de Carolina del Sur. La localidad en el año 2000 tiene una población de 614 habitantes en una superficie de 8.2 km², con una densidad poblacional de 76.6 personas por km². 

## Geografía
Ehrhardt se encuentra ubicado en las coordenadas 33°5′45″N 81°0′48″O / 33.09583, -81.01333. Según la Oficina del Censo, la localidad tiene un área total de 8,2 km² (3,2 mi²), de la cual 8,2 km² (3,2 mi²) es tierra y 0 km² (0 mi²) (0.0%) es agua.

### Localidades adyacentes
El siguiente diagrama muestra a las localidades en un radio de 20 kilómetros (12,4 mi) de Ehrhardt.

## Demografía
En el 2000 la renta per cápita promedia del hogar era de $22.813, y el ingreso promedio para una familia era de $41.250. El ingreso per cápita para la localidad era de $15.874. En 2000 los hombres tenían un ingreso per cápita de $31.875 contra $21.250 para las mujeres. Alrededor del 22.7% de la población estaba bajo el umbral de pobreza nacional. 